# Нова Суль (гміна)
Гміна Нова Суль (пол. Gmina Nowa Sól) — сільська гміна у північно-західній Польщі. Належить до Новосольського повіту Любуського воєводства.
Станом на 31 грудня 2011 у гміні проживало 6730 осіб.

## Площа
Згідно з даними за 2007 рік площа гміни становила 176.21 км², у тому числі:
- орні землі: 36.00%
- ліси: 55.00%

Таким чином, площа гміни становить 22.87% площі повіту.

## Населення
Станом на 31 грудня 2011:
| Опис     | Загалом | Загалом | Чоловіки | Чоловіки | Жінки | Жінки |
| -------- | ------- | ------- | -------- | -------- | ----- | ----- |
| одиниця  | осіб    | %       | осіб     | %        | осіб  | %     |
| все      | 6730    | 100     | 3330     | 49.48    | 3400  | 50.52 |
| міське   | 0       | 100     | 0        |          | 0     |       |
| сільське | 6730    | 100     | 3330     | 49.48    | 3400  | 50.52 |

## Сусідні гміни
Гміна Нова Суль межує з такими гмінами: Битом-Оджанський, Боядла, Кожухув, Кольсько, Нова Суль, Нове Мястечко, Отинь, Седлісько, Слава.